# Running (No Doubt)
Running è il quarto singolo della band californiana No Doubt estratto dall'album Rock Steady, uscito nel 2001.

## Il brano
Il brano è stato scritto da Gwen Stefani e Tony Kanal, prodotto da Nellee Hooper e dagli stessi No Doubt, registrato da Greg Collins e mixato da Mark "Spike" Stent.

## Video
Il videoclip del brano è stato diretto da Chris Hafner. Esso si apre con una scena in cui i membri della band sono sulla spiaggia; scena interrotta da varie immagini del gruppo durante i primi anni della carriera, con una giovane Gwen Stefani ai tempi bruna (suo colore di capelli originale). La scena si sposta nuovamente sulla spiaggia, dove i No Doubt giocano a frisbee e si divertono seppellendo Adrian Young nella sabbia. Successivamente viene mostrata Gwen seduta su uno scoglio vicino al mare. Vengono poi interposte altre immagini, tra cui una della band con i premi discografici in mano e una di Adrian che suona la batteria nudo. Altri ritagli mostrano la band impegnata in studio di registrazione o sul palco durante il loro Rock Steady Tour. Il video si chiude con i musicisti che camminano sul bagnasciuga.

## Tracce
1. Running – 4:02 (album version)
2. Hella Good – 5:41 (live)
3. Underneath It All – 4:40 (live)
4. Hey Baby – 3:44 (live)

## Classifiche
| Classifica (2003)                | Posizione più alta |
| -------------------------------- | ------------------ |
| Germania                         | 55                 |
| U.S. Billboard Hot 100 Airplay   | 68                 |
| U.S. Billboard Adult Top 40      | 20                 |
| U.S. Billboard Top 40 Mainstream | 20                 |